# Gilberto Zorio
Gilberto Zorio (Andorno Micca, 21 september 1944) is een Italiaans beeldhouwer. Zijn werken behoren tot de arte povera. Het oeuvre van Zorio toont zijn interesse voor natuurlijke processen, alchemistische transformaties en het vrijgeven van energie. Hij staat bekend om zijn gebruik van materialen (licht, staal en pek), motieven (installaties, abstractie) en processen (verdamping en oxidatie)

## Opleiding
Zorio studeerde eerst aan de Scuola di arte e di ceramica en vervolgens aan de Accademia Albertina di Belle Arti (Turijn) van 1963 tot 1970. Hoewel hij begon met schilderen, stapte hij al snel over naar het beeldhouwen. Vanaf 1971 begon hij zelf met lesgeven aan de Liceo Artistico in Turijn.

## Tentoonstellingen (selectie)
In 1967 had hij zijn eerste solo-expositie in de Galleria Sperone in Turijn, daarna volgde een aantal groepstentoonstellingen rondom de Arte Provera (1967 en 1968). In 1969 werd werk van Zorio opgenomen in de groepstentoonstelling Nine Young Artist: Theodoron Awards van het Solomon R. Guggenheim Museum in New York. Met behulp van de Theodoron Awards was het Guggenheim museum in staat om het werk van jonge veelbelovende kunstenaars aan te schaffen.
In 1976 volgde er een belangrijke solo-tentoonstelling in het Kunstmuseum Luzern, gevolgd door een retrospectieve tentoonstelling in 1979 door het Stedelijk Museum in Amsterdam. In 1986 neemt Gilberto Zorio deel aan de Biënnale van Venetië. In 1986 is er een solotentoonstelling in het Centre Georges Pompidou in Parijs, in 1987 een tentoonstelling in het Van Abbemuseum in Eindhoven.

## Collecties (selectie)
Een aantal werken van Zorio zijn opgenomen in de collectie van het Kröller-Müller Museum. Ook het Van Abbemuseum heeft een werk van hem in haar collectie.

## Thema's
Veel terugkerende elementen en thema's in het werk van Zorio zijn de stierenhuid, de kano, de speer en de ster. Deze elementen staan symbool voor o.a. het overleven en de ondergang, trefzekerheid en desoriëntatie en het loslaten en vasthouden.
Een ander belangrijk element in het werk van Zorio is Alchemie. Een werk dat dit illustreert is de Rosa-Blu-Rosa (1967). Een halfcilinder asbestcement gevuld met een mengsel van kobaltchloride. Die veranderde van roze naar blauw afhankelijk van de luchtvochtigheid. De chemische processen maken zijn werken kwetsbaar en mogelijke problemen bij de conservatie.

## Werken (selectie)
- Bed, 1967
- Luci, 1968 (Van Abbemuseum)
- Stella (Ster), 1977-1987 (Kröller-Müller Museum)
- Per Purificare le Parole (Om de woorden te zuiveren), 1979 (Kröller-Müller Museum)
- Canoa di Otterlo (Kano van Otterlo), 1986 (Kröller-Müller Museum)
- Boat of the Nuragh, 2000

## Publicaties (selectie)
- Beatrice Merz, Denys Zaccharopoulos, Gilberto Zorio. Ravenna: Essegi, 1982
- Gilberto Zorio. Parijs: Centre Georges Pompidou, 1986 ISBN 9782858503407